# Isoluoto, Ulvsby
Isoluoto är en halvö i Finland. Den ligger i sjön Palojärvi och i kommunen Ulvsby i den ekonomiska regionen  Björneborgs ekonomiska region  och landskapet Satakunta, i den sydvästra delen av landet, 220 km nordväst om huvudstaden Helsingfors.